# کونتور ایکیشا (لامپا)
کونتور ایکیشا (به اسپانیایی: Kuntur Ikiña) یک کوه در پرو است که در Peru, Puno Region, Lampa Province واقع شده‌است. کونتور ایکیشا ۴٬۸۰۰ متر بالاتر از سطح دریا واقع شده‌است.